# Accademia lucchese di scienze, lettere e arti
L’Accademia lucchese di scienze lettere e arti ha sede in Lucca, nel Palazzo Pretorio.

## Storia
L'Accademia lucchese origina dall'Accademia degli Oscuri, attiva già dalla seconda metà del secolo XVI. Si ha infatti notizia delle prime adunanze per il 1584, quando esse avvenivano nel palazzo dell'erudito  Giovan Lorenzo Malpigli.
L'istituzione conobbe in seguito periodi di interruzione, mentre la sede si trovò in vari palazzi delle famiglie patrizie. Solo nel 1780 l'istituzione ebbe stabile dimora nell'aula magna dell'antico monastero di San Frediano che stava per essere trasformato in università degli studi (si vedano Università di Lucca e Real Collegio di Lucca). L'Accademia ebbe tra i propri soci, nel Seicento e Settecento, nomi prestigiosi, quali quelli di Francesco Maria Fiorentini, Giovan Domenico Mansi, Giovanni Attilio Arnolfini, Sebastiano Paoli, Girolamo Tiraboschi, Giovanni Lami, Ruggero Giuseppe Boscovich, Ippolito Pindemonte, Carlo Botta, Saverio Bettinelli, Vincenzo Monti, e vari altri.
Nel 1805, con il passaggio di Lucca al Principato retto da Felice Baciocchi ed Elisa Bonaparte, la vecchia Accademia degli Oscuri venne sostituita dall'attivissima Accademia Napoleone, che durò però solamente nove anni. In quel periodo nacque anche il nuovo orientamento culturale del sodalizio, volto quasi esclusivamente alla storia patria, ed all'esplorazione metodica degli antichi archivi lucchesi.
Dell'Accademia Napoleone fecero parte, tra gli altri, Cesare Lucchesini, Girolamo Lucchesini, Lazzaro Papi, Teresa Bandettini, Melchiorre Cesarotti, Antonio Canova, Paisiello, Alessandro Volta, Laplace.
Con la caduta di Napoleone, il governo provvisorio austriaco ripristinò l'antico nome dell'Accademia, fino a quando, nel 1819, il Ducato Borbonico le impose il nome di "Reale accademia lucchese".
Nel Novecento, dopo la caduta del fascismo e la fine della Seconda guerra mondiale, l'istituzione si è data un nuovo statuto, assumendo la denominazione attuale.

## Attività
L'Accademia è sostenitore della rivista di studi sull’editoria di pregio e sul libro illustrato Rara volumina.
L'Accademia lucchese prosegue attualmente la propria attività sotto la guida di Marco Paoli, successore di Raffaello Nardi.